# McCulloch megye
McCulloch megye az Amerikai Egyesült Államokban, azon belül Texas államban található. Megyeszékhelye és legnagyobb városa Brady. Lakosainak száma 7630 fő (2020. április 1.). McCulloch megye San Saba, Coleman, Brown, Mason, Menard és Concho megyékkel határos. Nevét Benjamin McCulloch texasi rangerről, konföderációs dandártábornokról kapta, aki az amerikai polgárháborúban 1862-ben elesett a Pea Ridge-i ütközetben.

## Népesség
A megye népességének változása:
| Lakosok száma | 8224 | 8288 | 8303 | 8330 | 8341 | 7630 |
|               | 2010 | 2011 | 2012 | 2013 | 2015 | 2020 |